# Gertrud Steinl
Gertrud Steinl (geboren 17. März 1922 in Graslitz, Tschechoslowakei; gestorben 16. März 2020 in Nürnberg) war die letzte noch lebende Gerechte unter den Völkern in Deutschland. 
Gertrud Steinl wurde ab 1942 vom Reichsarbeitsdienst in der polnischen Stadt Stryj im Sekretariat der Geschäftsleitung der Firma Karpathen-Öl AG verpflichtet. Eine Mitarbeiterin, Stella Shlomi (geborene Fröhlich, den Vornamen "Sarah" dürfte sie zwangsweise geführt haben), vertraute ihr an, dass sie Jüdin sei. Um sie vor der nationalsozialistischen Verfolgung zu schützen, besorgte ihr Steinl falsche Papiere und schützte sie vielfach bei Kontrollen. Schließlich versteckte sie Stella im Haus ihrer Eltern in Graslitz, wo sie unerkannt als Hausgehilfin und später als Arbeiterin in einer Munitionsfabrik bis zum Kriegsende überleben und später nach Israel auswandern konnte.

## Nach dem Krieg
Gertrud Steinl lebte ab 1948 in Nürnberg und arbeitete bei der Stadtverwaltung. 1979 ehrte die Gedenkstätte Yad Vashem sie für ihre Tat als Gerechte unter den Völkern. Zudem wurde ihr 2019 das Bundesverdienstkreuz am Bande verliehen. Am 16. März 2020 starb sie am Tag vor ihrem 98. Geburtstag. Die Deutsch-Israelische Gesellschaft weist in ihrer Traueranzeige darauf hin, dass Steinl die letzte Gerechte unter den Völkern in Deutschland war.

## Gertrud-Steinl-Schule
Im Juli 2023 wurde die Staatliche Schule für Kranke Nürnberg-Fürth, in der Schülerinnen und Schüler während ihres Klinikaufenthalts unterrichtet werden, in Gertrud-Steinl-Schule umbenannt. Die Schulleitung und die Kliniken zeigten sich erfreut über den neuen Namen. Die Vertreter der Stadt Nürnberg und der Israelitischen Kultusgemeinde wiesen darauf hin, wie wichtig das Vorbild Steinls gerade heute sei. Auch eine der Straßen in dem Neubaugebiet Lichtenreuth soll nach Gertrud Steinl benannt werden.